# NGC 799
NGC 799 is een balkspiraalstelsel in het sterrenbeeld Walvis. Het hemelobject werd op 9 oktober 1885 ontdekt door de Amerikaanse astronoom Lewis A. Swift.

## Synoniemen
- PGC 7741
- UGC 1527
- MCG 0-6-23
- ZWG 387.29
- KCPG 52B